# 王牛
王牛（おううし、生没年不詳）は、飛鳥時代の人物。名は麻呂とも記される。百済王辰斯王の子である辰孫王の後裔を称する王辰爾の弟。津連の祖。

## 人物
『続日本紀』延暦九年条の仁貞の上表文に百済の貴須王の孫の辰孫王が応神朝に渡来し、その曾孫の午定君の3子のひとりであり、この時から葛井、船、津史の3氏に分かれたというが、これらの伝承は、応神朝に渡来したとされる西文氏の王仁の伝説を模倣した創作であり、実際は王辰爾の代に渡来した中国南朝系の百済人である。

## 考証
『日本書紀』によると王辰爾は船賦を数え録したことを称えられ、船史の氏姓を賜り、王辰爾の甥である胆津が白猪史、王辰爾の弟の王牛が津史の氏姓を賜った。後にそれぞれ連を賜り、その後、船史は宮原宿禰、津史が菅野朝臣（菅野氏）、白猪史が葛井連の氏姓を賜った。彼らの祖は古く応神朝の時に日本に来た百済王族の辰孫王とする伝承もあるが、これは創作であり、実際は王辰爾からはじまった氏族である。

## 家系
- 兄：王辰爾